# 長曆
長曆（1037年5月9日~1040年12月16日）是日本的年號之一。此時的天皇是後朱雀天皇。

## 改元
- 長元十年四月二十一日（1037年5月9日） 改元長曆。
- 長暦四年十一月十日（1040年12月16日） 改元長久。

## 出處
《晉書·杜預傳》：「預身不跨馬，射不穿札，而每任大事，輒居將率之列。……又作盟會圖、春秋長曆，備成一家之學，比老乃成。」

## 紀年、西曆、干支對照表
| 長曆 | 元年   | 二年   | 三年   | 四年   |
| 公元 | 1037年 | 1038年 | 1039年 | 1040年 |
| 干支 | 丁丑   | 戊寅   | 己卯   | 庚辰   |